# Francisco Dionisio Fernandes
Francisco Dionisio Fernandes (* 24. Juni 1974 in Dili, Portugiesisch-Timor), Kampfname Mau-Kura oder Maucura (deutsch „der Mann, der für Frieden wirbt“), ist ein osttimoresischer Diplomat.

## Werdegang
Fernandes ist der Älteste von sieben Geschwistern. Paulo Fernandes und Jacinta da Gloria, die Eltern von Fernandes zogen in den 1950er Jahren vom Land nach Dili, der kolonialen Hauptstadt des damaligen Portugiesisch-Timors. Der Vater war von 1967 bis 1970 Artilleriesoldat in der portugiesischen Kolonialarmee in Laclubar. gegen Ende der Kolonialzeit kämpfte der Vater im Bürgerkrieg in Osttimor 1975 auf Seiten der FRETILIN unter Rogério Lobato. Im Jahr nach der Geburt von Fernandes besetzten die Indonesier Osttimor. Der Vater beteiligte sich im Abwehrkampf im Grenzgebiet und in Atabae.
Fernandes besuchte die Junior High School und die High School SMP 2 in Colmera. In dieser Zeit kam Fernandes in Kontakt mit der Freiheitsbewegung, so mit Natalino dos Santos Nascimento. Im Alter von 16 Jahren begann er sich als Aktivist in der Unabhängigkeitsbewegung zu engagieren, wobei Fernandes sich aber nicht selbst dem bewaffneten Widerstand anschloss. In Dili sorgte die kleine Gruppe Repolho Colmeia für logistische Unterstützung und Informationsbeschaffung für die Forças Armadas de Libertação Nacional de Timor-Leste (FALINTIL). Neben Aufklärungstätigkeiten sammelten die Aktivisten Nahrungsmittel, Medikamente und Kleidung für die Kämpfer und leiteten auch Informationen an Journalisten weiter. Der Englisch sprechende Fernandes versuchte den Freiheitskampf der Osttimoresen Ausländern näher zu bringen, die ab 1991 das Land wieder besuchen durften. Unter seinen Zielpersonen war 1993 der US-amerikanische Aktivist Joseph Nevins. Daneben nahm Fernandes an friedlichen Demonstrationen und Streiks teil. Fernandes gehörte zu der Gruppe von Aktivisten, die in der Nacht vom 27. zum 28. Oktober in der Kirche Santo António de Motael Schutz vor den indonesischen Sicherheitskräften Schutz suchten. Als die Indonesier in die Kirche eindrangen, wurde der Aktivist Sebastião Gomes von ihnen erschossen. Seine Beerdigung am 12. November 1991 weitete sich zu einer Demonstration gegen die indonesische Besatzung aus. Indonesisches Sicherheitskräfte eröffneten das Feuer auf die friedlichen Demonstranten. Mindestens 271 Menschen starben beim Santa-Cruz-Massaker. Fernandes konnte unverletzt entkommen, während Freunde getötet oder verletzt wurden oder verschwanden, doch eine Woche später wurde er verhaftet und fast zwei Monate im Hauptquartier des indonesischen Militärs in Dili gefangen gehalten.
Ab 1995 besuchte Fernandes die Katholische Universität Widya Karya im indonesischen Malang, die er mit einem Bachelor-Titel in Wirtschaftsmanagement abschloss. Hier wurde er Mitglied der Resistência Nacional dos Estudantes de Timor-Leste, deren stellvertretender Generalsekretär Fernandes von 2000 bis 2004 wurde. Im Frühjahr 1999 kehrte er nach Osttimor zurück und schloss sich im Vorfeld des Unabhängigkeitsreferendums am 30. August der Unabhängigkeitskampagne an. Nach dem Erfolg der Unabhängigkeitsbefürworter überzogen die Indonesier ein letztes Mal das Land mit einer Gewaltwelle. Fast die Hälfte der Bevölkerung musste aus ihrem Haus fliehen, der Großteil der Infrastruktur wurde zerstört und 2000 Menschen starben. Die Vereinten Nationen entsandten eine internationale Streitmacht (INTERFET), um wieder für Ruhe und Ordnung zu sorgen. Nach drei Jahren UN-Verwaltung wurde Osttimor in die Unabhängigkeit entlassen.
Noch unter UN-Verwaltung wurde von Außenminister José Ramos-Horta begonnen den diplomatischen Dienst Osttimors aufzubauen. Fernandes war einer von 50 Osttimoresen, die einen von den Vereinten Nationen organisierten Kurs für Diplomaten in Dili absolvierten. Weitere Kurse absolvierte Fernandes in Kuala Lumpur, Madrid und Neuseeland. Mit der Unabhängigkeit Osttimors am 20. Mai 2002 wurde Fernandes vollwertiger Diplomat des osttimoresischen Außenministeriums.
In seiner Funktion besuchte Fernandes Benin, mehrere weitere Reisen nach Afrika folgten, so nach Kenia, Ghana, Liberia und Guinea-Bissau. Mehrmals reiste er nach Portugal und zur Generalversammlung der Vereinten Nationen in New York, außerdem nach Deutschland und Österreich als Teil der Delegation des Außenministers und in die meisten der ASEAN-Staaten. Wiederholt nahm Fernandes an Treffen der Wirtschafts- und Sozialkommission für Asien und den Pazifik (UNESCAP) teil. Von April 2007 bis April 2010 war er als Diplomat an der osttimoresischen Botschaft in Manila. Im Januar 2011 wurde er Nationaldirektor für nationale Zusammenarbeit und im November 2012 leitete er eine Delegation für bilaterale Konsultationen zwischen Osttimor und Thailand.
Vom 28. August 2013 bis 18. August 2016 war Fernandes Charge d’Affaires der osttimoresischen Botschaft in Thailand, wo er zu Anfang auch für Kambodscha und Laos zuständig war, bis Osttimor auch dort Botschaften eröffnete. Am 3. Januar 2017 endete sein Dienst in Bangkok. Fernandes wurde Direktor für bilaterale Beziehungen in West-, Zentral- und Südasien und vertrat Osttimor in der politischen Diplomatie bei bilateralen Treffen mit der Volksrepublik China, Japan, Südkorea und Indien. Am 26. Februar 2015 wurde Fernandes daneben zu einem Mitglied des Direktoriums des Centro Nacional Chega! (CNC) ernannt und die Amtszeit am 28. März 2017 nochmals um zwei Jahre verlängert. Am 26. Februar 2019 schied Fernandes aus dem Direktorium aus.
2024 wurde Fernandes Charge d’Affaires der neuen Botschaft in Indien.

## Politik
Fernandes war früher Mitglied der FRETILIN, gehört aber nun der Partei Frenti-Mudança (FM) an. Er kandidierte für die FM erfolglos bei den Parlamentswahlen in Osttimor 2012 auf Platz 10 und 2017 auf Platz 8 der Wahlliste. Fernandes ist 2018 Vize-Koordinator der FM.

## Sonstiges
Fernandes ist römisch-katholischen Glaubens, ist verheiratet und hat drei Kinder. Er spricht Tetum, Portugiesisch, Englisch, etwas Spanisch und Malaiisch.

## Auszeichnungen
- Ordem Lorico Asuwain (Goldmedaille) für seine Verdienste im nationalen Widerstand und der Unabhängigkeitsbewegung